# 2015-ös gatineau-i műugró-Grand Prix-verseny
A Nemzetközi Úszószövetség (FINA) 2015-ben a 21. alkalommal rendezte meg április 9. és április 12. között a műugró-Grand Prix-versenysorozatot, melynek harmadik állomása a kanadai Gatineau volt, egy időben a Kanadai Úszószövetség által szervezett Kanada Kupával.

## Eredmények

### Éremtáblázat
| #        | nemzet             | arany | ezüst | bronz | összesen |
| 1        | Kanada             | 4     | 3     | 1     | 8        |
| 2        | Kína               | 4     | 3     | 0     | 7        |
| 3        | Mexikó             | 2     | 0     | 1     | 3        |
| 4        | Ausztrália         | 0     | 2     | 0     | 2        |
| 5        | Franciaország      | 0     | 1     | 2     | 3        |
| 6        | Egyesült Királyság | 0     | 1     | 1     | 2        |
| 7        | Hollandia          | 0     | 0     | 2     | 2        |
| 7        | Malajzia           | 0     | 0     | 2     | 2        |
| 9        | Kuba               | 0     | 0     | 1     | 1        |
| összesen | összesen           | 10    | 10    | 10    | 30       |

### Éremszerzők
| versenyszám          | arany                                             | ezüst                                                      | bronz                                   |
| férfiak              |                                                   |                                                            |                                         |
| 3 m                  | Jahir Ocampo Marroquín                            | Matthieu Rosset                                            | Philippe Gagné                          |
| 3 m szinkron         | François Imbeau-Dulac / Philippe Gagné            | James Connor / Grant Nel                                   | Ahmad Amsyar Amzan / Tze Liang Ooi      |
| 10 m                 | Diego Balleza                                     | Vang An-csi (Wang Anqi)                                    | Tze Liang Ooi                           |
| 10 m szinkron        | Vincent Riendeau / Philippe Gagné                 | Huang Po-ven (Huang Bowen) / Vang An-csi (Wang Anqi)       | Jeinkler Aguirre / José Guerra          |
| nők                  |                                                   |                                                            |                                         |
| 3 m                  | Vu Csun-ting (Wu Chunting)                        | Esther Qin                                                 | Uschi Freitag                           |
| 3 m szinkron         | Vu Csun-ting (Wu Chunting) / Csü Lin (Qu Lin)     | Jennifer Abel / Pamela Ware                                | Uschi Freitag / Inge Jansen             |
| 10 m                 | Csi Sze-jü (Ji Siyu)                              | Roseline Filion                                            | Laura Marino                            |
| 10 m szinkron        | Ting Ja-jing (Ding Yaying) / Csi Sze-jü (Ji Siyu) | Roseline Filion / Meaghan Benfeito                         | Robyn Birch / Georgia Ward              |
| vegyes csapatverseny |                                                   |                                                            |                                         |
| 3 m szinkron         | Jennifer Abel / François Imbeau-Dulac             | Ijüan Csi-jüan (Iyuan Qiyuan) / Liu Ling-juj (Liu Lingyui) | Arantxa Chavez / Jahir Ocampo Marroquín |
| 10 m szinkron        | Meaghan Benfeito / Vincent Riendeau               | Georgia Ward / Matthew Lee                                 | Laura Marino / Benjamin Auffret         |

## A versenyen részt vevő nemzetek
A Grand Prix-n 21 nemzet 116 sportolója – 60 férfi és 56 nő – vett részt, az alábbi megbontásban:
| Részt vevő nemzetek férfi / nő megbontásban | Részt vevő nemzetek férfi / nő megbontásban | Részt vevő nemzetek férfi / nő megbontásban | Részt vevő nemzetek férfi / nő megbontásban | Részt vevő nemzetek férfi / nő megbontásban | Részt vevő nemzetek férfi / nő megbontásban | Részt vevő nemzetek férfi / nő megbontásban | Részt vevő nemzetek férfi / nő megbontásban | Részt vevő nemzetek férfi / nő megbontásban |
| ------------------------------------------- | ------------------------------------------- | ------------------------------------------- | ------------------------------------------- | ------------------------------------------- | ------------------------------------------- | ------------------------------------------- | ------------------------------------------- | ------------------------------------------- |
| nemzet                                      | F                                           | N                                           | nemzet                                      | F                                           | N                                           | nemzet                                      | F                                           | N                                           |
| Ausztrália                                  | 3                                           | 3                                           | Japán                                       | 3                                           | 3                                           | Németország                                 | 5                                           | 5                                           |
| Ausztria                                    | 1                                           | 0                                           | Kanada                                      | 8                                           | 8                                           | Oroszország                                 | 4                                           | 4                                           |
| Egyesült Királyság                          | 5                                           | 5                                           | Kína                                        | 6                                           | 5                                           | Peru                                        | 2                                           | 0                                           |
| Egyiptom                                    | 3                                           | 3                                           | Kuba                                        | 2                                           | 0                                           | Puerto Rico                                 | 0                                           | 2                                           |
| Franciaország                               | 3                                           | 1                                           | Lengyelország                               | 2                                           | 0                                           | Svájc                                       | 2                                           | 1                                           |
| Hollandia                                   | 0                                           | 3                                           | Malajzia                                    | 4                                           | 5                                           | Svédország                                  | 1                                           | 0                                           |
| Jamaica                                     | 1                                           | 0                                           | Mexikó                                      | 3                                           | 3                                           | Szingapúr                                   | 2                                           | 5                                           |

F = férfi, N = nő

## Versenyszámok

### Férfiak

#### 3 méteres műugrás
| #  | Ország             | Név                              | Selejtező | Selejtező | Középdöntő | Középdöntő | Középdöntő | Középdöntő | Döntő   | Döntő  |
| #  | Ország             | Név                              | Selejtező | Selejtező | A          | A          | B          | B          | Döntő   | Döntő  |
| #  | Ország             | Név                              | Rangsor   | Pontok    | Rangsor    | Pontok     | Rangsor    | Pontok     | Rangsor | Pontok |
| -- | ------------------ | -------------------------------- | --------- | --------- | ---------- | ---------- | ---------- | ---------- | ------- | ------ |
|    | Mexikó             | Jahir Ocampo Marroquín           | 2         | 460,60    | 3          | 416,80     |            |            | 1       | 527,35 |
|    | Franciaország      | Matthieu Rosset                  | 8         | 399,60    | 1          | 474,85     |            |            | 2       | 498,70 |
|    | Kanada             | Philippe Gagné                   | 5         | 404,80    |            |            |            |            | 3       | 480,60 |
| 4  | Ausztrália         | Grant Nel                        | 11        | 384,10    |            |            | 1          | 429,60     | 4       | 466,00 |
| 5  | Lengyelország      | Andrzej Rzeszutek                | 9         | 394,10    |            |            | 2          | 421,05     | 5       | 461,65 |
| 6  | Japán              | Szakai Só                        | 12        | 378,90    | 2          | 437,80     |            |            | 6       | 428,60 |
|    |                    |                                  |           |           |            |            |            |            |         |        |
| 7  | Japán              | Teraucsi Ken                     | 3         | 430,70    |            |            | 3          | 414,85     |         |        |
| 8  | Ausztrália         | James Connor                     | 4         | 411,05    | 4          | 409,25     |            |            |         |        |
| 9  | Oroszország        | Jevgenyij Novoszelov             | 10        | 387,65    | 5          | 389,35     |            |            |         |        |
| 10 | Svájc              | Guillaume Dutoit                 | 6         | 400,45    | 6          | 365,15     |            |            |         |        |
| 11 | Egyesült Királyság | James Denny                      | 7         | 400,30    |            |            | 4          | 341,25     |         |        |
| 12 | Kína               | Peng Csien-feng (Peng Jianfeng)  | 1         | 471,70    |            |            | 5          | 277,60     |         |        |
|    |                    |                                  |           |           |            |            |            |            |         |        |
| 13 | Kína               | Csüan Csen-zsung (Quan Chenrong) | 13        | 376,90    |            |            |            |            |         |        |
| 14 | Kanada             | Jamie Bissett                    | 14        | 375,25    |            |            |            |            |         |        |
| 15 | Németország        | Oliver Homuth                    | 15        | 374,90    |            |            |            |            |         |        |
| 16 | Ausztria           | Constantin Blaha                 | 16        | 367,45    |            |            |            |            |         |        |
| 17 | Oroszország        | Vjacseszlav Novoszelov           | 17        | 363,95    |            |            |            |            |         |        |
| 18 | Malajzia           | Ahmad Amsyar Azman               | 18        | 355,55    |            |            |            |            |         |        |
| 19 | Malajzia           | Tze Liang Ooi                    | 19        | 350,65    |            |            |            |            |         |        |
| 20 | Németország        | Maxim Jerjomin                   | 20        | 341,65    |            |            |            |            |         |        |
| 21 | Jamaica            | Yona Knight-Wisdom               | 21        | 333,20    |            |            |            |            |         |        |
| 22 | Egyiptom           | Youssef Amr Ezzat                | 22        | 319,75    |            |            |            |            |         |        |
| 23 | Szingapúr          | Timothy Lee                      | 23        | 316,70    |            |            |            |            |         |        |
| 24 | Svájc              | Simon Rieckhoff                  | 24        | 316,15    |            |            |            |            |         |        |
| 25 | Svédország         | Jesper Tolvers                   | 25        | 315,30    |            |            |            |            |         |        |
| 26 | Szingapúr          | Mark Lee                         | 26        | 311,90    |            |            |            |            |         |        |
| 27 | Egyiptom           | Mohab Mohymen                    | 27        | 297,25    |            |            |            |            |         |        |
| 28 | Lengyelország      | Kacper Lesiak                    | 28        | 293,35    |            |            |            |            |         |        |
| 29 | Egyesült Királyság | Jack Haslam                      | 29        | 274,55    |            |            |            |            |         |        |
| 30 | Peru               | Adrian Infante                   | 30        | 267,15    |            |            |            |            |         |        |
| 31 | Kanada             | Marc Sabourin-Germain            | 31        | 239,05    |            |            |            |            |         |        |

#### 3 méteres szinkronugrás
| #  | Ország             | Név                                                             | Pontok |
| -- | ------------------ | --------------------------------------------------------------- | ------ |
|    | Kanada             | François Imbeau-Dulac / Philippe Gagné                          | 404,64 |
|    | Ausztrália         | James Connor / Grant Nel                                        | 402,72 |
|    | Malajzia           | Ahmad Amsyar Amzan / Tze Liang Ooi                              | 391,68 |
| 4  | Oroszország        | Vjacseszlav Novoszelov / Jevgenyij Novoszelov                   | 389,76 |
| 5  | Kína               | Csung Jü-ming (Zhong Yuming) / Csüan Csen-zsung (Quan Chenrong) | 372,09 |
| 6  | Lengyelország      | Andrzej Rzeszutek / Kacper Lesiak                               | 360,99 |
| 7  | Németország        | Oliver Homuth / Maxim Jerjomin                                  | 352,92 |
| 8  | Egyesült Királyság | Freddie Woodward / James Denny                                  | 344,10 |
| 9  | Szingapúr          | Timothy Lee / Mark Lee                                          | 340,80 |
| 10 | Svájc              | Simon Rieckhoff / Guillaume Dutoit                              | 331,77 |
| 11 | Egyiptom           | Youssef Amr Ezzat / Mohab Mohymen                               | 296,31 |
| 12 | Peru               | Daniel Pinto / Adrian Infante                                   | 271,29 |

#### 10 méteres toronyugrás
| #  | Ország             | Név                        | Selejtező | Selejtező | Középdöntő | Középdöntő | Középdöntő | Középdöntő | Döntő   | Döntő  |
| #  | Ország             | Név                        | Selejtező | Selejtező | A          | A          | B          | B          | Döntő   | Döntő  |
| #  | Ország             | Név                        | Rangsor   | Pontok    | Rangsor    | Pontok     | Rangsor    | Pontok     | Rangsor | Pontok |
| -- | ------------------ | -------------------------- | --------- | --------- | ---------- | ---------- | ---------- | ---------- | ------- | ------ |
|    | Mexikó             | Diego Balleza              | 4         | 405,50    | 2          | 429,00     |            |            | 1       | 477,60 |
|    | Kína               | Vang An-csi (Wang Anqi)    | 10        | 383,15    | 1          | 442,10     |            |            | 2       | 461,60 |
|    | Malajzia           | Tze Liang Ooi              | 2         | 429,55    | 3          | 398,05     |            |            | 3       | 457,95 |
| 4  | Franciaország      | Benjamin Auffret           | 5         | 404,50    |            |            | 3          | 444,10     | 4       | 447,50 |
| 5  | Németország        | Dominik Stein              | 7         | 388,65    |            |            | 2          | 445,45     | 5       | 433,25 |
| 6  | Németország        | Martin Wolfram             | 1         | 444,30    |            |            | 1          | 446,50     | 6       | 403,10 |
|    |                    |                            |           |           |            |            |            |            |         |        |
| 7  | Ausztrália         | Domonic Bedggood           | 3         | 413,45    |            |            | 4          | 441,25     |         |        |
| 8  | Kanada             | Vincent Riendeau           | 9         | 384,20    |            |            | 5          | 439,60     |         |        |
| 9  | Egyesült Királyság | Matthew Dixon              | 8         | 384,70    | 4          | 397,25     |            |            |         |        |
| 10 | Franciaország      | Loïs Szymczak              | 11        | 381,85    |            |            | 6          | 384,60     |         |        |
| 11 | Malajzia           | Yiwei Chew                 | 12        | 376,95    | 5          | 355,30     |            |            |         |        |
| 12 | Egyesült Királyság | Matthew Lee                | 6         | 400,70    | 6          | 351,40     |            |            |         |        |
|    |                    |                            |           |           |            |            |            |            |         |        |
| 13 | Oroszország        | Jegor Galperin             | 13        | 376,90    |            |            |            |            |         |        |
| 14 | Mexikó             | Jonathan Ruvalcaba         | 14        | 376,70    |            |            |            |            |         |        |
| 15 | Kanada             | Ethan Pitman               | 15        | 365,20    |            |            |            |            |         |        |
| 16 | Kína               | Huang Po-ven (Huang Bowen) | 16        | 362,60    |            |            |            |            |         |        |
| 17 | Kanada             | Philippe Gagné             | 17        | 360,80    |            |            |            |            |         |        |
| 18 | Svédország         | Jesper Tolvers             | 18        | 360,45    |            |            |            |            |         |        |
| 19 | Oroszország        | Szergej Nazin              | 19        | 349,60    |            |            |            |            |         |        |
| 20 | Egyiptom           | Mohab Mohymen              | 20        | 341,80    |            |            |            |            |         |        |
| 21 | Japán              | Takuma Agita               | 21        | 306,00    |            |            |            |            |         |        |

#### 10 méteres szinkronugrás
| # | Ország             | Név                                                  | Pontok |
| - | ------------------ | ---------------------------------------------------- | ------ |
|   | Kanada             | Vincent Riendeau / Philippe Gagné                    | 426,66 |
|   | Kína               | Huang Po-ven (Huang Bowen) / Vang An-csi (Wang Anqi) | 420,39 |
|   | Kuba               | Jeinkler Aguirre / José Guerra                       | 419,76 |
| 4 | Ausztrália         | Domonic Bedggood / James Connor                      | 412,02 |
| 5 | Egyesült Királyság | James Denny / Matthew Lee                            | 381,06 |
| 6 | Malajzia           | Tze Liang Ooi / Yiwei Chew                           | 378,45 |
| 7 | Németország        | Timo Barthel / Dominik Stein                         | 364,08 |
| 8 | Kanada             | Dylan Grisell / Tyler Roberge                        | 352,44 |

### Nők

#### 3 méteres műugrás
| #  | Ország             | Név                        | Selejtező | Selejtező | Középdöntő | Középdöntő | Középdöntő | Középdöntő | Döntő   | Döntő  |
| #  | Ország             | Név                        | Selejtező | Selejtező | A          | A          | B          | B          | Döntő   | Döntő  |
| #  | Ország             | Név                        | Rangsor   | Pontok    | Rangsor    | Pontok     | Rangsor    | Pontok     | Rangsor | Pontok |
| -- | ------------------ | -------------------------- | --------- | --------- | ---------- | ---------- | ---------- | ---------- | ------- | ------ |
|    | Kína               | Vu Csun-ting (Wu Chunting) | 4         | 297,15    | 2          | 315,80     |            |            | 1       | 356,55 |
|    | Ausztrália         | Esther Qin                 | 3         | 298,80    |            |            | 2          | 310,85     | 2       | 339,60 |
|    | Hollandia          | Uschi Freitag              | 10        | 270,30    | 3          | 298,85     |            |            | 3       | 330,60 |
| 4  | Mexikó             | Arantxa Chavez             | 7         | 286,95    |            |            | 3          | 302,25     | 4       | 323,15 |
| 5  | Kína               | Csü Lin (Qu Lin)           | 1         | 308,00    |            |            | 1          | 315,25     | 5       | 311,85 |
| 6  | Kanada             | Jennifer Abel              | 2         | 304,50    | 1          | 349,85     |            |            | 6       | 308,10 |
|    |                    |                            |           |           |            |            |            |            |         |        |
| 7  | Németország        | Nora Subschinski           | 6         | 290,95    |            |            | 4          | 296,10     |         |        |
| 8  | Kanada             | Melissa Citrini-Beaulieu   | 9         | 277,95    | 4          | 289,95     |            |            |         |        |
| 9  | Egyesült Királyság | Grace Reid                 | 8         | 282,25    | 5          | 288,00     |            |            |         |        |
| 10 | Hollandia          | Inge Jansen                | 5         | 294,50    |            |            | 5          | 265,80     |         |        |
| 11 | Puerto Rico        | Jeniffer Fernández         | 12        | 262,10    | 6          | 252,25     |            |            |         |        |
| 12 | Oroszország        | Diana Csaplieva            | 11        | 268,80    |            |            | 6          | 251,95     |         |        |
|    |                    |                            |           |           |            |            |            |            |         |        |
| 13 | Kanada             | Eloise Belanger            | 13        | 265,95    |            |            |            |            |         |        |
| 14 | Egyesült Királyság | Katherine Torrance         | 14        | 260,70    |            |            |            |            |         |        |
| 15 | Kanada             | Pamela Ware                | 15        | 260,10    |            |            |            |            |         |        |
| 16 | Németország        | Tina Punzel                | 16        | 258,30    |            |            |            |            |         |        |
| 17 | Svájc              | Jessica Favre              | 17        | 255,20    |            |            |            |            |         |        |
| 18 | Ausztrália         | Samantha Mills             | 18        | 253,50    |            |            |            |            |         |        |
| 19 | Malajzia           | Ling Kar Kam               | 19        | 246,25    |            |            |            |            |         |        |
| 20 | Malajzia           | Jasmine Lai Pui Yee        | 20        | 234,30    |            |            |            |            |         |        |
| 21 | Puerto Rico        | Luiza Jiménez              | 21        | 225,60    |            |            |            |            |         |        |
| 22 | Szingapúr          | Kay Yian Fong              | 22        | 219,90    |            |            |            |            |         |        |
| 23 | Egyiptom           | Maha Khaled Amer           | 23        | 218,75    |            |            |            |            |         |        |
| 24 | Japán              | Sibuszava Szajaka          | 24        | 215,40    |            |            |            |            |         |        |
| 25 | Egyiptom           | Maha Abdelsalam            | 25        | 215,30    |            |            |            |            |         |        |
| 26 | Oroszország        | Marija Szmirnova           | 26        | 214,80    |            |            |            |            |         |        |
| 27 | Szingapúr          | Myra Lee                   | 27        | 204,55    |            |            |            |            |         |        |

#### 3 méteres szinkronugrás
| # | Ország             | Név                                           | Pontok |
| - | ------------------ | --------------------------------------------- | ------ |
|   | Kína               | Vu Csun-ting (Wu Chunting) / Csü Lin (Qu Lin) | 321,60 |
|   | Kanada             | Jennifer Abel / Pamela Ware                   | 320,28 |
|   | Hollandia          | Uschi Freitag / Inge Jansen                   | 298,20 |
| 4 | Ausztrália         | Esther Qin / Samantha Mills                   | 292,80 |
| 5 | Németország        | Nora Subschinski / Tina Punzel                | 274,80 |
| 6 | Egyesült Királyság | Grace Reid / Katherine Torrance               | 272,28 |
| 7 | Malajzia           | Jasmine Lai Pui Yee / Ling Kar Kam            | 252,18 |
| 8 | Szingapúr          | Kay Yian Fong / Ashlee Tan                    | 238,95 |

#### 10 méteres toronyugrás
| #  | Ország             | Név                  | Selejtező | Selejtező | Középdöntő | Középdöntő | Középdöntő | Középdöntő | Döntő   | Döntő  |
| #  | Ország             | Név                  | Selejtező | Selejtező | A          | A          | B          | B          | Döntő   | Döntő  |
| #  | Ország             | Név                  | Rangsor   | Pontok    | Rangsor    | Pontok     | Rangsor    | Pontok     | Rangsor | Pontok |
| -- | ------------------ | -------------------- | --------- | --------- | ---------- | ---------- | ---------- | ---------- | ------- | ------ |
|    | Kína               | Csi Sze-jü (Ji Siyu) | 3         | 329,05    |            |            | 1          | 396,20     | 1       | 419,45 |
|    | Kanada             | Roseline Filion      | 2         | 333,40    | 1          | 352,35     |            |            | 2       | 391,30 |
|    | Franciaország      | Laura Marino         | 4         | 322,95    | 2          | 326,20     |            |            | 3       | 370,10 |
| 4  | Kanada             | Meaghan Benfeito     | 1         | 335,15    |            |            | 3          | 282,15     | 4       | 364,20 |
| 5  | Németország        | Maria Kurjo          | 12        | 261,65    | 3          | 312,75     |            |            | 5       | 339,20 |
| 6  | Egyesült Királyság | Lois Toulson         | 5         | 318,30    |            |            | 2          | 311,60     | 6       | 333,45 |
|    |                    |                      |           |           |            |            |            |            |         |        |
| 7  | Mexikó             | Karla Rivas          | 6         | 301,10    | 4          | 299,85     |            |            |         |        |
| 8  | Japán              | Itahasi Minami       | 10        | 269,20    | 5          | 298,20     |            |            |         |        |
| 9  | Malajzia           | Traisy Vivien Tukiet | 7         | 289,35    | 6          | 281,10     |            |            |         |        |
| 10 | Egyiptom           | Maha Abdelsalam      | 11        | 265,75    |            |            | 4          | 271,05     |         |        |
| 11 | Oroszország        | Julija Tyimosinyina  | 9         | 275,65    |            |            | 5          | 268,85     |         |        |
| 12 | Malajzia           | Zhiayi Loh           | 8         | 289,35    |            |            | 6          | 244,40     |         |        |
|    |                    |                      |           |           |            |            |            |            |         |        |
| 13 | Kanada             | Carol-Ann Ware       | 13        | 302,55    |            |            |            |            |         |        |
| 14 | Kanada             | Celina Toth          | 14        | 269,80    |            |            |            |            |         |        |
| 15 | Egyesült Királyság | Robyn Birch          | 15        | 255,70    |            |            |            |            |         |        |
| 16 | Ausztrália         | Brittany Broben      | 16        | 254,25    |            |            |            |            |         |        |
| 17 | Hollandia          | Celine van Duijn     | 17        | 253,65    |            |            |            |            |         |        |
| 18 | Németország        | My Phan              | 18        | 220,00    |            |            |            |            |         |        |
| 19 | Szingapúr          | Freida Lim           | 19        | 214,80    |            |            |            |            |         |        |
| 20 | Japán              | Szaszaki Nana        | 20        | 181,00    |            |            |            |            |         |        |
| 21 | Egyiptom           | Habiba Ashraf        | 21        | 175,50    |            |            |            |            |         |        |
| 22 | Szingapúr          | Kimberly Chan        | 22        | 154,45    |            |            |            |            |         |        |

#### 10 méteres szinkronugrás
| # | Ország             | Név                                               | Pontok |
| - | ------------------ | ------------------------------------------------- | ------ |
|   | Kína               | Ting Ja-jing (Ding Yaying) / Csi Sze-jü (Ji Siyu) | 331,92 |
|   | Kanada             | Roseline Filion / Meaghan Benfeito                | 320,55 |
|   | Egyesült Királyság | Robyn Birch / Georgia Ward                        | 283,26 |
| 4 | Kanada             | Eloise Belanger / Carol-Ann Ware                  | 282,72 |
| 5 | Németország        | Christina Wassen / Tina Punzel                    | 277,50 |
| 6 | Szingapúr          | Freida Lim / Myra Lee                             | 242,61 |

### Vegyes csapatverseny

#### Vegyes 3 méteres szinkronugrás
| # | Ország   | Név                                                        | Pontok |
| - | -------- | ---------------------------------------------------------- | ------ |
|   | Kanada   | Jennifer Abel / François Imbeau-Dulac                      | 322,29 |
|   | Kína     | Ijüan Csi-jüan (Iyuan Qiyuan) / Liu Ling-juj (Liu Lingyui) | 297,90 |
|   | Mexikó   | Arantxa Chavez / Jahir Ocampo Marroquín                    | 289,74 |
| 4 | Malajzia | Loh Zhiayi / Muhammad Syafiq Puteh                         | 279,84 |
| 5 | Svájc    | Jessica Favre / Guillaume Dutoit                           | 248,61 |
| 6 | Egyiptom | Mohamed Noaman / Habiba Ashraf                             | 225,66 |

#### Vegyes 10 méteres szinkronugrás
| # | Ország             | Név                                         | Pontok |
| - | ------------------ | ------------------------------------------- | ------ |
|   | Kanada             | Meaghan Benfeito / Vincent Riendeau         | 315,42 |
|   | Egyesült Királyság | Georgia Ward / Matthew Lee                  | 309,60 |
|   | Franciaország      | Laura Marino / Benjamin Auffret             | 306,24 |
| 4 | Mexikó             | Alejandra Estrella Madrigal / Diego Balleza | 302,79 |
| 5 | Oroszország        | Jekatyerina Petuhova / Szergej Nazin        | 285,24 |
| 6 | Malajzia           | Yiwei Chew / Zhiayi Loh                     | 281,76 |